# Corvus cryptoleucus
Corvus cryptoleucus là một loài chim trong họ Corvidae.

## Hình ảnh

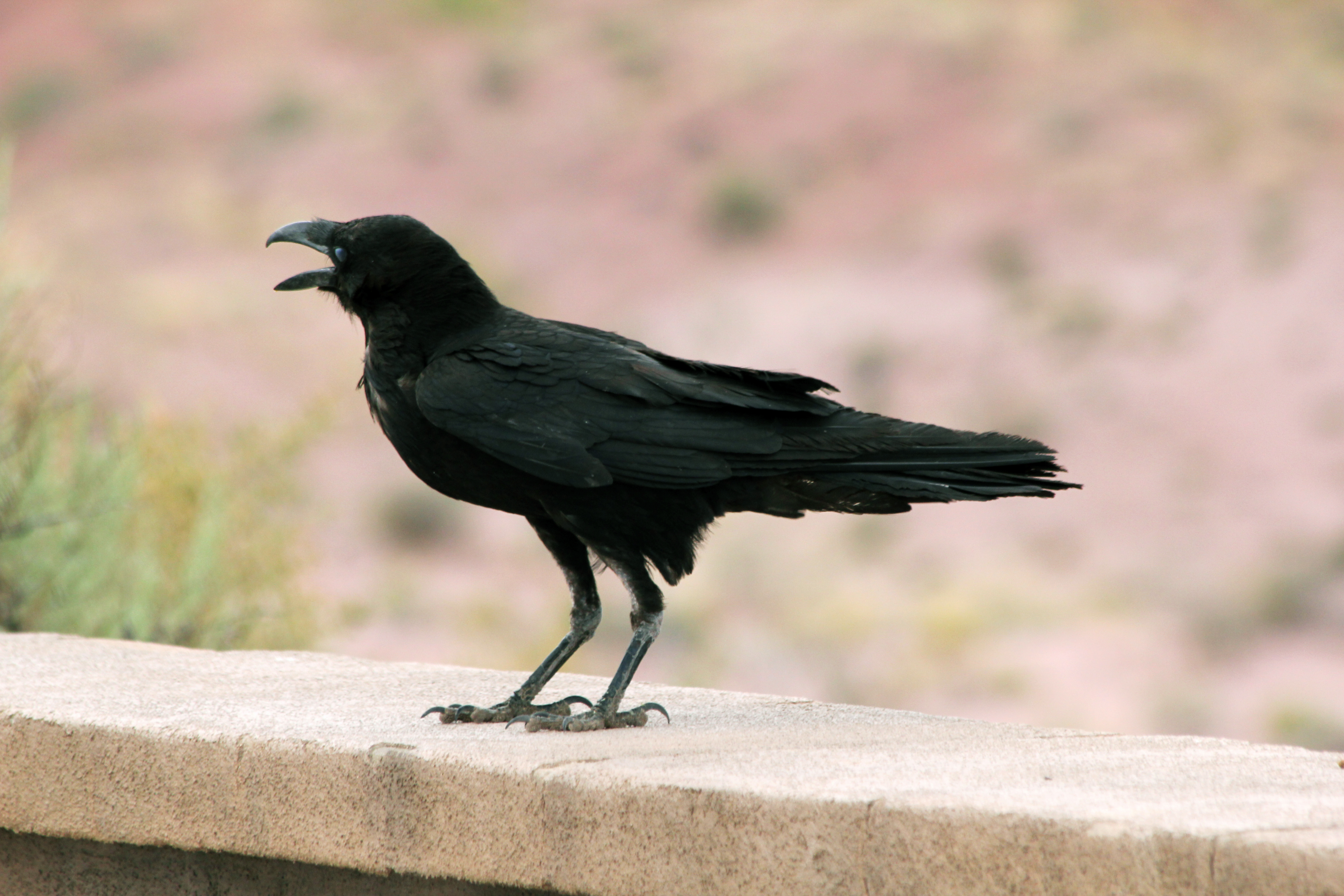
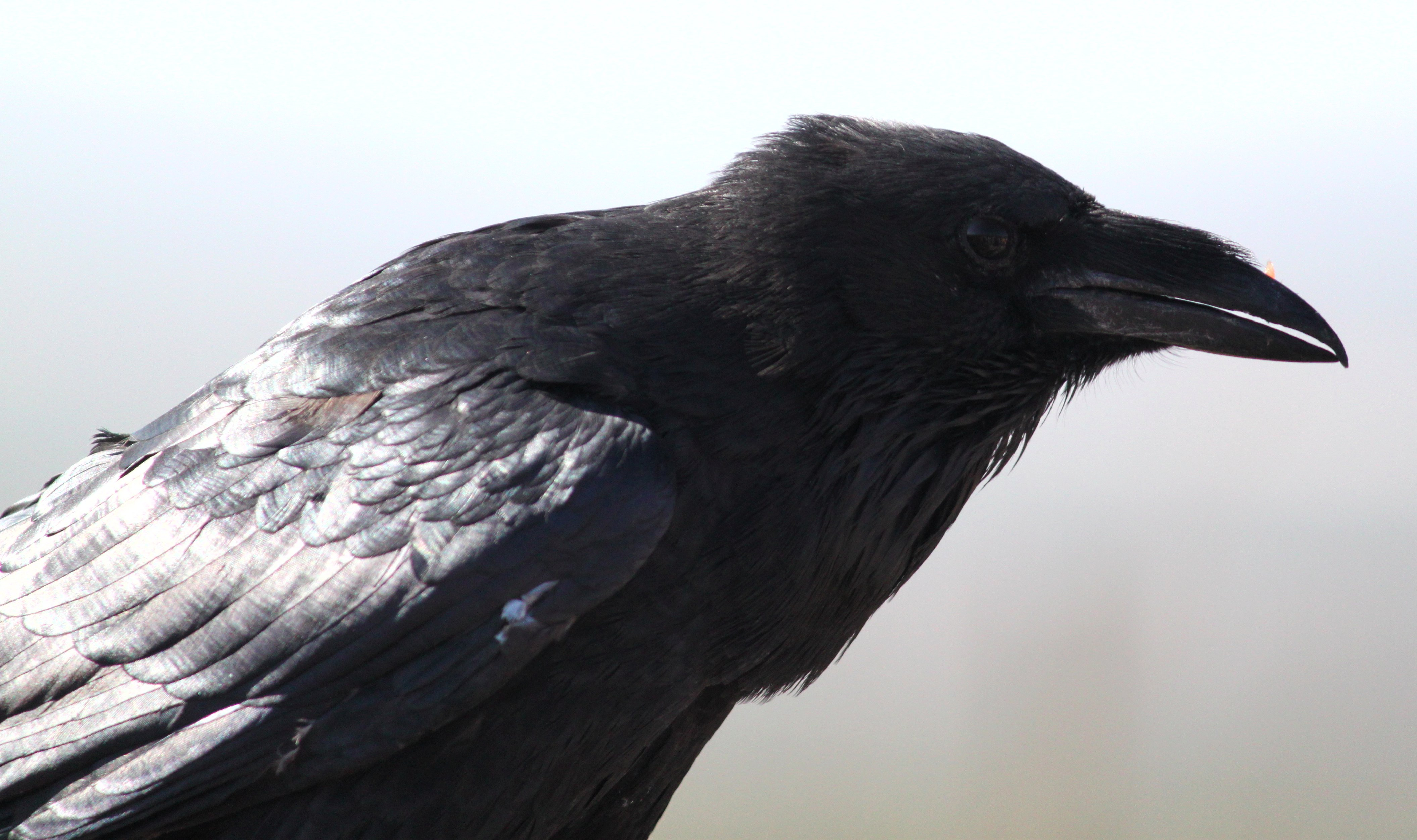
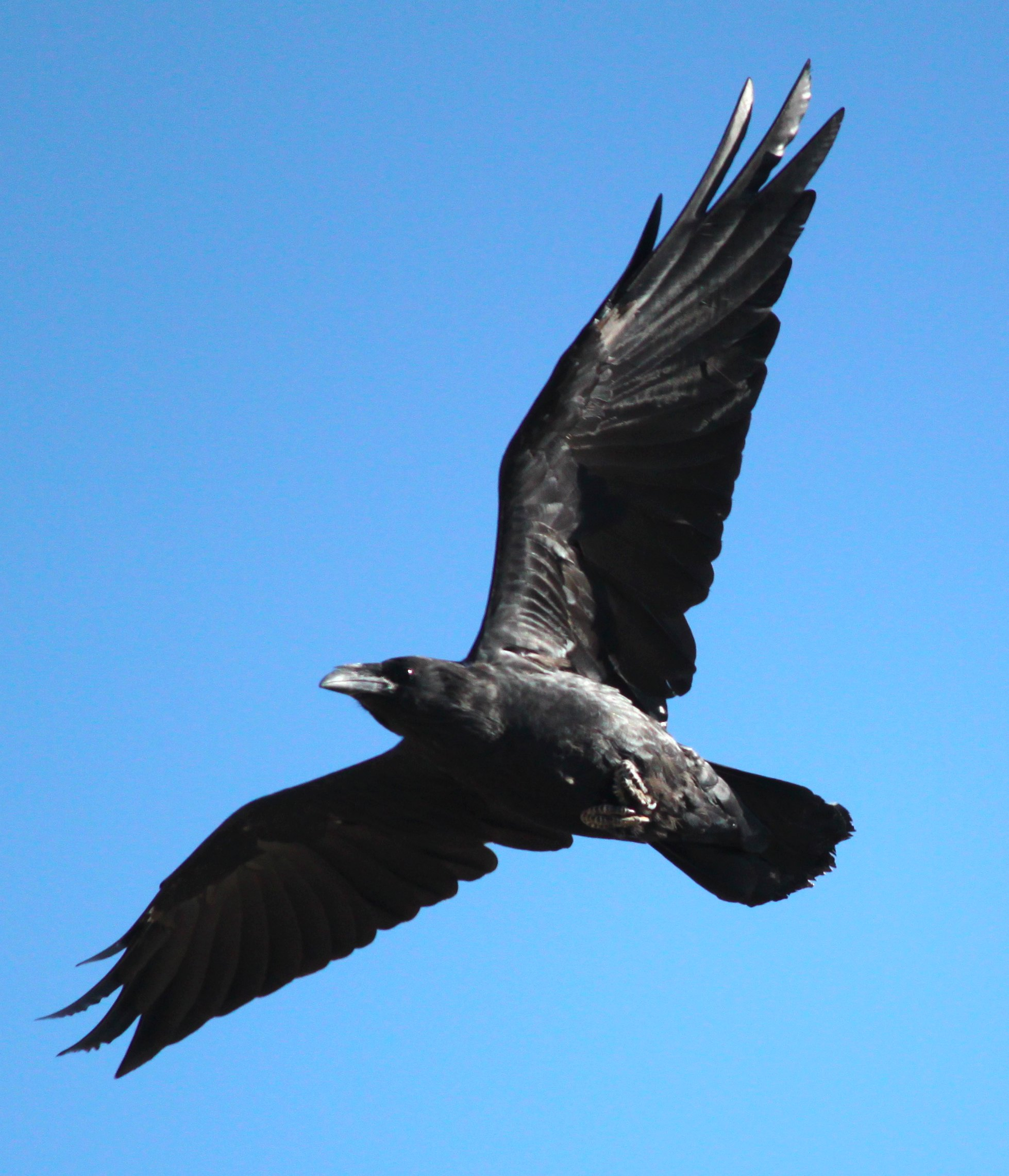